# Літературна премія імені Юзефа Мацкевича
Літературна премія імені Юзефа Мацкевича — польська літературна премія, яка присуджується з 2002 року. Вона була заснована в знак вшанування постаті та творчості Юзефа Мацкевича — письменника та політичного діяча, і присуджується польським авторам за книги, які пропагують рідну культуру, історію та традиції.

## Короткий опис
Засновниками премії є підприємці Ян Міхал Малєк та Дорота Ботер (раніше Збігнев Заривський). Приз присуджується щороку, а результати оголошуються 11 листопада. Премію присуджує журі, головою якого був Марек Новаковський до своєї смерті у травні 2014 року. З листопада 2014 року по травень 2017 року головою Літературної премії Юзефа Мацкевича був Томаш Бурек, а після його смерті — Мацей Урбановський.
На даний час до журі входять: Яцек Бартизель (з осені 2007 р.), Дорота Ботер (з 2016 р.), Кшиштоф Дибчак (з 2016 р.), Вацлав Голевінський (з 2016 р.), Ян Міхал Малєк, Станіслав Міхалкевич (секретар), Яцек Тжнадель, Мацей Урбановський (з серпня 2006 р., Голова журі — з травня 2017 р.), Рафал А. Земкевич.
У роботі журі також брали участь: Ришард Легутко (до літа 2005 р.), Казімір Орлош (до червня 2006 р.), Анджей Новак (до травня 2007 р.), Марек Новаковський (до травня 2014 р.), Влоджімеж Одоєвський (до липня 2016 р.), Ельжбета Моравець (2005—2014 рр.), Галіна Мацкевич, Томаш Бурек (до 2017 р.), Лех Єчмик, Збігнєв Заривський (до 2015 р.).
Щоразу журі розглядає як кандидатів на премію такі категорії напрацювань: літературні (романи, нариси, поезії) та публіцистичні (включаючи політичні) твори, а також історичні, філософські та критичні літературні дисертації, написані польською мовою живими авторами, опубліковані у книжковій формі попереднього року та подані видавцями на конкурс.
Влітку оголошуються номінації на премію, які охоплюють близько 10 книг. Потім переможець вибирається з-поміж їх авторів, і він отримує 10 000 доларів та золоту медаль із портретом мецената премії та його літературним кредо: «Тільки правда цікава». Також окрема відзнака присуджується головою журі у розмірі 1 тис. доларів. Крім того, переможці в основній й додатковій номінації отримують бронзові статуетки у вигляді бюста мецената.

## Лауреати Літературної премії імені Юзефа Мацкевича
- 2002: Ева та Владислав Сімашкув — Геноцид українських націоналістів проти польського населення Волині 1939—1945, вид-во «Von Borowiecky», Варшава 2000
- 2003: Марек Ян Ходакевич (підготовка та вступ) — Ejszyszki. Kulisy zajść w Ejszyszkach, epilog stosunków polsko-żydowskich na Kresach, 1944-45, Варшава 2000
- 2004: Войцех Альбінський — Калахарі, вид-во «Твій стиль», Варшава 2003
- 2005: Eustachy Rylski — Людина в тіні, World Book Publishing House, Варшава 2004
- 2006: Януш Красінський — Перед агонією, вид-во «Arcana», Варшава 2005
- 2007: Тадеуш Ісаковіч-Залеський — Księża wobec bezpieki na przykładzie archidiecezji krakowskiej, Знак Publishing House, Краків 2007
- 2008: Ярослав Марек Римкевіч — Wierzanie, видавництво «Sic», Варшава 2007
- 2009: Броніслав Вільдштейн — Долина небуття, видавництво, Краків 2008
- 2010: Павел Зизак — Лех Валенса — ідея та історія, Краків 2009
- 2011: Войцех Венцель — збірник віршів «De Profundis», видавництво «Arcana», Краків 2010
- 2012: Томаш Мерта — Необхідність консерватизму, Політична теологія, Варшава 2011
- 2013: Вацлав Голевінський — Я розповім вам про свободу, Познань 2012
- 2014: Ришард Легутко — Сократ, Познань 2013
- 2015: Анджей Новак — Історія Польщі. Звідки наш рід, вид-во «Білий крук», Краків 2014
- 2016: Йоанна Сєдлецька — Розсекречені біографії. З літературних архівів таємної поліції, Познань 2015
- 2017: Яцек Ковальський — Sarmacja. Obalanie mitów, Варшава 2016
- 2018: Віслі Хелак — Над Zbruczem, видавництво «Arcana», Краків 2017